# Hermann Blaß
Hermann Blaß, alternativ Hermann Blass (* 29. März 1888 in Wien; † 18. September 1941 in New York City), war ein österreichischer Schauspieler.

## Leben
Blaß' Vater stammte aus Lemberg und arbeitete als Bekleidungsvertreter. Hermann Blaß erhielt eine Gesangs- und Schauspielausbildung und begann seine Laufbahn 1909 als Sänger in Hermannstadt. Weitere Theaterstationen waren Saaz, die Oper von Brünn und Berlin, wo er 1918 eintraf, um einer Verpflichtung an das Theater des Westens nachzukommen. In der deutschen Hauptstadt trat er auch an der Komischen Oper und am Thalia-Theater auf. Seine bekannteste Rolle wurde der Graf Danilo in der Operette Die lustige Witwe.
Blaß, der bereits seit den 1920er Jahren über einige Filmerfahrung verfügte, wurde zu Beginn des Tonfilms ein gut beschäftigter Nebendarsteller. Er spielte unter anderem Notare, Ärzte, Direktoren und Pianisten in einer Reihe von Unterhaltungsfilmen. Infolge der Machtergreifung musste der Jude Blaß 1933 Deutschland verlassen und kehrte über Ungarn, wo er in zwei Emigrantenfilmen mitwirkte, nach Wien heim. Nach der Annexion Österreichs reiste Blaß im Februar 1939 in die USA aus. Dort fand er ein wenig Beschäftigung in Kabarettveranstaltungen anderer Emigranten und wirkte mit einer winzigen Rolle in einer Kinofilminszenierung Max Nossecks mit.

## Filmografie
- 1922: Das schöne Mädel
- 1925: Krieg im Frieden
- 1927: Der Bettler vom Kölner Dom
- 1929: Hai-Tang
- 1930: Ein Burschenlied aus Heidelberg
- 1930: Der Greifer
- 1930: Dolly macht Karriere
- 1930: Die singende Stadt
- 1930: Das gestohlene Gesicht
- 1930: Der Mann, der seinen Mörder sucht
- 1931: Schatten der Manege
- 1931: Opernredoute
- 1931: Der kleine Seitensprung
- 1931: Der Kongreß tanzt
- 1931: Sergeant X
- 1931: Der Feldherrnhügel
- 1932: Zwei Herzen und ein Schlag
- 1932: Es war einmal ein Walzer
- 1932: Jonny stiehlt Europa
- 1932: Moderne Mitgift
- 1932: Trenck
- 1933: Sprung in den Abgrund
- 1933: Skandal in Budapest
- 1934: Bretter, die die Welt bedeuten
- 1935: Ball im Savoy
- 1940: Overture to Glory